# وی تیان سیاک
وی تیان سیاک (انگلیسی: Wee Tian Siak; ۲۶ آوریل ۱۹۲۱ – ۲۹ ژوئیهٔ ۲۰۰۴) بازیکن بسکتبال اهل چین و سنگاپور بود. وی در بازی‌های المپیک تابستانی ۱۹۴۸ و ۱۹۵۶ شرکت کرده‌است.